# Kênh đào Erie
Kênh đào Erie là một kênh đào ở New York, Hoa Kỳ, là một phần của phía đông sông West, tuyến đường xuyên bang của Hệ thống kênh đào bang New York (trước đây gọi là Kênh Barge State New York). Ban đầu, nó chạy 363 dặm (584 km)   từ sông Hudson ở Albany đến hồ Erie ở Buffalo. Nó được xây dựng để tạo ra một tuyến đường thủy có thể điều hướng từ thành phố New York và Đại Tây Dương đến Ngũ Hồ. Khi hoàn thành vào năm 1825, đây là kênh đào dài thứ hai trên thế giới (sau kênh đào Grand ở Trung Quốc) và giúp tăng cường đáng kể sự phát triển và kinh tế của New York, thành phố New York và Hoa Kỳ.
Kênh đào này được đề xuất lần đầu tiên vào những năm 1780, sau đó được đề xuất lại vào năm 1807. Một cuộc khảo sát đã được ủy quyền, tài trợ và thực hiện vào năm 1808. Những người đề xuất dự án dần dần làm suy yếu đối thủ; và việc xây dựng của nó bắt đầu vào năm 1817. Kênh đào có 34 âu tàu được đánh số bắt đầu bằng Black Rock Lock và kết thúc ở hạ lưu với Troy Federal Lock. Cả hai đều thuộc sở hữu của chính phủ liên bang.  Nó có độ cao chênh lệch khoảng 565 foot (172 m). Kênh đào mở cửa vào ngày 26 tháng 10 năm 1825.
Trong một thời gian khi hàng hóa số lượng lớn được giới hạn cho động vật đóng gói (250 pound (113 kg)   tối đa), và không có đường sắt, đường thủy là cách hiệu quả nhất để vận chuyển hàng hóa số lượng lớn.
Những người phản đối chính trị đối với kênh đào và Thống đốc New York DeWitt Clinton đã chế giễu kênh đào là "Folly của Clinton". hoặc "Mương lớn của Clinton". Đây là hệ thống giao thông đầu tiên giữa Bờ Đông Hoa Kỳ và nội địa phía tây không yêu cầu dịch chuyển.
Kênh đào này vận chuyển nhanh hơn xe dùng động vật kéo và cắt giảm khoảng 95% chi phí vận chuyển. Kênh đào đã mang lại cho cảng của thành phố New York một lợi thế không thể so sánh với tất cả các thành phố cảng khác của Hoa Kỳ và mở ra sự thăng hoa về chính trị và văn hóa của thế kỷ 19. Kênh đào thúc đẩy sự gia tăng dân số ở phía tây New York và mở các khu vực xa hơn về phía tây để định cư. Nó được mở rộng từ năm 1834 đến 1862. Năm cao điểm của kênh là năm 1855, khi 33.000 lô hàng thương mại diễn ra. Năm 1918, phần phía tây của kênh đào được mở rộng để trở thành một phần của Kênh Barge bang New York, cũng mở rộng ra sông Hudson chạy song song với nửa phía đông của Kênh đào Erie.